# 1635년
1635년은 월요일로 시작하는 평년이다.

## 연호
- 명(明) 숭정(崇禎) 8년
- 후금(後金) 천총(天聰) 9년
- 일본(日本) 간에이(寛永) 12년
- 후 레 왕조(後黎朝) 득롱(德隆) 7년 / 즈엉호아(陽和) 원년

## 기년
- 류큐(琉球) 쇼호왕(尚豊王) 15년
- 명(明) 의종 숭정제(毅宗 崇禎帝) 8년
- 후금(後金) 태종 천총가한(太宗 天聰可汗) 9년
- 조선(朝鮮) 인조(仁祖) 13년
- 후 레 왕조(後黎朝) 신종(神宗) 17년

## 사건
- 11월 17일 (조선 인조 13년) 국경에서 몰래 장사하는 것을 금지함, 밀무역 금지
- 북원 멸망
- 영정법 - 1결당 4두 징수 (전세의 정액화)
- 프랑스 파리에서 국립자연사박물관 개관.

## 탄생
- 7월 18일 - 영국의 과학자 로버트 훅. (~1703년)

### 미상
- 조선 후기의 문신 이우정. (~1692년)